# Namanereis
Neanthes is een geslacht van borstelwormen uit de familie van de zeeduizendpoten (Nereididae).

## Soorten
- Namanereis amboinensis (Pflugfelder, 1933)
- Namanereis araps Glasby, 1997
- Namanereis augeneri Okuda, 1937
- Namanereis beroni Hartmann-Schröder & Marinov, 1977
- Namanereis canariarum Nunez, Glasby & Naranjo, 2020
- Namanereis catarractarum (Feuerborn, 1931)
- Namanereis cavernicola (Solís-Weiss & Espinasa, 1991)
- Namanereis christopheri Conde-Vela, 2017
- Namanereis gesae Fiege & Van Damme, 2002
- Namanereis hummelincki (Augener, 1933)
- Namanereis littoralis (Grube, 1872)
- Namanereis llanetensis Nunez, Glasby & Naranjo, 2020
- Namanereis malaitae (Gibbs, 1971)
- Namanereis minuta Glasby, 1999
- Namanereis occulta (Conde-Vela, 2013)
- Namanereis pilbarensis Glasby, Fiege & Van Damme, 2014
- Namanereis pontica (Bobretzky, 1872)
- Namanereis quadraticeps (Blanchard in Gay, 1849)
- Namanereis riojai (Bastida-Zavala, 1990)
- Namanereis serratis Glasby, 1999
- Namanereis socotrensis Glasby, Fiege & Van Damme, 2014
- Namanereis stocki Glasby, 1999
- Namanereis sublittoralis Glasby, 1999
- Namanereis tiriteae (Winterbourn, 1969)

### Taxon inquirendum
- Namanereis littoralis Hutchings & Turvey, 1982

### Synoniemen
- Namanereis alticola (Johnson, 1903) => Lycastoides alticola Johnson, 1903
- Namanereis kartaboensis Treadwell, 1926 => Namalycastis kartaboensis (Treadwell, 1926)